# 弗雷尼耶尔
弗雷尼耶尔（法語：Fresnières，法語發音：[fʁɛnjɛʁ]）是法国瓦兹省的一个市镇，属于贡比涅区。

## 地理
弗雷尼耶尔（49°37'19"N, 2°48'51"E）面积2.97 平方千米，位于法国上法蘭西大區瓦兹省，该省份为法国北部内陆省份，北起索姆省，西接厄尔省和滨海塞纳省，南至塞纳-马恩省和瓦兹河谷省，东临埃纳省。
与弗雷尼耶尔接壤的市镇（或旧市镇、城区）包括：阿米、马河畔卡尼、克拉波梅尼勒、拉西尼、伯夫赖涅。

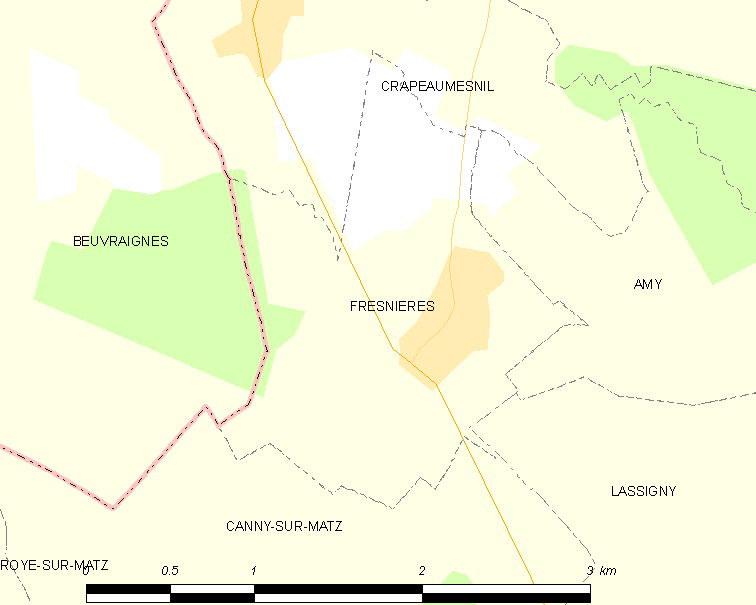
弗雷尼耶尔的OSM定位图

弗雷尼耶尔的时区为UTC+01:00、UTC+02:00（夏令时）。

## 行政
弗雷尼耶尔的邮政编码为60310，INSEE市镇编码为60258。

## 政治
弗雷尼耶尔所属的省级选区为图罗特县。

## 人口

1962-2008年间弗雷尼耶尔人口变化图示

弗雷尼耶尔于2022年1月1日时的人口数量为157人。